# Ткаченко, Сергей Владимирович
Сергей Владимирович Ткаченко (укр. Сергій Володимирович Ткаченко; 31 октября 1981, Чернигов — 22 июля 2023, Харьковская область) — украинский военнослужащий, майор, участник российско-украинской войны. Герой Украины (2024, посмертно).

## Биография
Родился 31 октября 1981 года в городе Чернигов. Окончил Черниговскую общеобразовательную школу №29 и получил высшее образование в Черниговском государственном педагогическом университете имени Т. Г. Шевченко (ныне — Национальный университет «Черниговский коллегиум» имени Т. Г. Шевченко).
Участвовал в Революции достоинства. В марте 2014 года добровольно вступил в ряды Национальной гвардии Украины. Принимал участие в АТО на востоке Украины, в том числе в боях в районах Славянска, горы Карачун, Углегорска, Мироновского, Золотого-4, Станицы Луганской, Комышувахи, Горского, Светлодарска, Попасной, Песков, Святогорска, Лимана, Белогоровки и Серебрянского лесничества.
Во время полномасштабного вторжения России в Украину продолжал службу в составе батальона имени Героя Украины С. Кульчицкого. В июле 2023 года, занимая должность заместителя начальника штаба — начальника секции оперативного планирования, вместе с подчинёнными воевал в Серебрянском лесничестве.
22 июля 2023 года, выполняя боевое задание на Купянско-Лиманском направлении, майор Ткаченко принял командование группой из 45 военнослужащих Государственной пограничной службы, которых вывел из окружения, спасая им жизнь. В ходе этого боя он погиб от миномётного обстрела.
Прощание с воином состоялось 26 июля 2023 года в Екатерининском соборе в Чернигове. Похоронен на Яцевском кладбище.

## Награды
- Звание «Герой Украины» с удостоением ордена «Золотая Звезда» (23 августа 2024, посмертно) — за личное мужество и героизм, проявленные в защите государственного суверенитета и территориальной целостности Украины, верность военной присяге[3].